# Rapstar
I Rapstar (anche conosciuti come Fibra & Clementino) sono stati un duo rap italiano composto dai rapper Fabri Fibra e Clementino.

## Storia
I due rapper si conobbero nell'estate del 2011 in occasione del Controcultura Tour di Fabri Fibra a Napoli. Pochi giorni dopo cominciarono a registrare insieme.
L'idea iniziale, come affermato dallo stesso Clementino in un'intervista per la TVN, era semplicemente di realizzare un mixtape. Successivamente, però, entrambi cambiarono idea e decisero di produrre un album, che avrebbero poi intitolato Non è gratis. Il 9 gennaio 2012 uscì il doppio singolo Ci rimani male/Chimica Brother, singolo d'apertura di Non è gratis, pubblicato il 31 gennaio 2012. Il disco raggiunse la settima posizione della classifica italiana degli album. Il 9 marzo seguente venne pubblicato il secondo singolo estratto dall'album, intitolato La luce, pezzo totalmente incentrato sulla vita di Clementino.
Nel 2013 in un'intervista per Deejay TV Fabri Fibra dichiarò di aver firmato un contratto per un secondo disco con Clementino targato Rapstar. Lo stesso Clementino confermò quanto detto dal collega e pubblicò sulla sua fanpage di Facebook delle foto che lo ritraggono in studio con Fabri Fibra.

## Formazione
- Fabri Fibra – voce
- Clementino – voce

## Discografia

### Album
- 2012 – Non è gratis

### Singoli
- 2012 – Ci rimani male/Chimica Brother
- 2012 – La luce

## Premi e riconoscimenti
| Anno | Award              | Categoria          | Opera                              | Risultato   |
| ---- | ------------------ | ------------------ | ---------------------------------- | ----------- |
| 2012 | MTV Hip Hop Awards | Video of the Year  | La luce                            | Candidato/a |
| 2012 | MTV Hip Hop Awards | Best Collaboration | Fabri Fibra & Clementino – Rapstar | Candidato/a |